# Стенниково
Стенниково — деревня в Белозерском районе Курганской области. Входит в состав Памятинского сельсовета.

## История
До 1917 года входила в состав Усть-Суерской волости Курганского уезда Тобольской губернии. По данным на 1926 год село Стенниково состояло из 190 хозяйств. В административном отношении являлось центром Стенниковского сельсовета Белозерского района Курганского округа Уральской области.

## Население
| 1782 | 1912 | 1926 | 1989 | 2002 | 2010 |
| ---- | ---- | ---- | ---- | ---- | ---- |
| 99   | ↗732 | ↗820 | ↘111 | ↗120 | ↘78  |

По данным переписи 1926 года в селе проживало 820 человек (371 мужчина и 449 женщин), в том числе: русские составляли 100 % населения.